# 上蔡县各级文物保护单位列表
以下为河南省驻马店市上蔡县的各级文物保护单位:

## 全国重点文物保护单位
| 名称     | 编号 | 分类   | 所在地 | 时代       | 图片 |
| -------- | ---- | ------ | ------ | ---------- | ---- |
| 蔡国故城 | 4-28 | 古遗址 | 上蔡县 | 西周、春秋 |      |

## 河南省文物保护单位
| 编号 | 名称 | 分类 | 时代 | 地址 | 图片 |
| ---- | ---- | ---- | ---- | ---- | ---- |

- 广武台遗址（1-166）
- 航寨遗址（2-137）
- 高岳集遗址（2-158）
- 十里铺遗址（2-168）
- 蔡侯墓（3-184）
- 李斯墓（3-187）
- 顺阳王墓（4-221）
- 苏氏节孝坊（5-151）
- 李庄遗址（7-292）